# Spades
Spades (engl. Pik, Spaten) ist ein in Nordamerika weit verbreitetes Kartenspiel. Dabei handelt es sich um eine Mischung aus Doppelkopf, Bridge und Skat. Spades wird mit vier Spielern gespielt, wobei zwei Spieler (die sich gegenübersitzen) immer ein Team bilden. Es spielen also zwei Teams (Team 1 wird als Team Gold, Team 2 als Team Blau bezeichnet) gegeneinander. Gespielt wird mit einem herkömmlichen 52er Blatt (Karo, Herz, Pik und Kreuz; je 2 bis Ass), wobei Pik als Trumpffarbe sticht. In erster Linie gelten die gleichen Regeln wie beim Skat. Es herrscht Bedienpflicht und die Spieler müssen ihren Kartenwert angeben. Es besitzt also jeder Spieler 13 Karten und nun folgt das Abschätzen der möglichen Stiche.
Spades ist trotz der an sich einfachen Grundregeln ein tiefgehendes Spiel, da man sich nicht nur auf seine eigenen Stiche verlassen kann, sondern auch seine Mit- und Gegenspieler beobachten sollte, um eine gewisse Tendenz zu erkennen und das Spiel in eine bestimmte Richtung zu lenken.

## Das Spiel

### Beginn des Spieles
Es setzen sich vier Spieler im 90-Grad-Winkel versetzt zusammen, wobei immer die gegenübersitzenden Spieler ein Team bilden. Team 1 heißt „Gold“, Team 2 „Blau“. Es wird ein 52er Blatt (einfaches Rommé-Blatt ohne Joker) gleichmäßig an jeden Spieler verteilt. So bekommt jeder Spieler je 13 Karten. Es gilt – wie beim Skat – das Farbenspiel und damit Bedienpflicht (auch Zugeben oder Farbe bekennen genannt). Pik ist grundsätzlich Trumpf (heißt: z. B. die Pik 2 ist höher als das Karo-Ass). Die Rangfolge lautet: 2, 3, 4, 5, 6, 7, 8, 9, 10, Bube, Dame, König, Ass. Pik kann erst dann gespielt werden, wenn die vom ersten Spieler geworfene Farbe nicht mehr auf der eigenen Hand verfügbar ist. Ebenfalls darf Pik vom Spieler erst dann als erste Karte geworfen werden, falls mit Pik bereits gestochen wurde.

### Stiche ansagen
Jeder Spieler versucht, nach seinem Blatt möglichst exakt die zu erreichenden Stiche anzusagen: Ein gutes Blatt bringt viele Stiche ein, ein schwaches Blatt wenige, z. B. nur einen oder sogar keinen (letzteres heißt dann „Null“ – genau wie beim Skat darf nach dessen Ankündigung kein Stich gemacht werden). Haben alle Spieler ihre Stiche angesagt, spielt der Spieler links vom Geber die erste Karte auf.

### Spielen
Nun versuchen beide Teams, die gemeinsam angesagten Stiche exakt zu erreichen. In der Regel sind insgesamt elf Stiche angegeben, so dass zwei Stiche (bei 13 spielbaren Karten) übrig bleiben. Sollte also z. B. Team Gold zusammen sechs Stiche angegeben haben (Spieler 1: zwei Stiche, Spieler 3: vier Stiche), so ist es irrelevant, wer diese sechs Stiche gewinnt. Es kann also Spieler 1 fünf Stiche, Spieler 3 aber nur einen Stich machen (in der Summe wieder sechs). Sollte ein Team seine Stiche haben, muss es entscheiden, ob es sich „abwerfen“ soll (das bedeutet, absichtlich keine Stiche mehr mitzunehmen) oder zu versuchen, den Gegner „kaputt“ zu machen, also absichtlich mehr Stiche zu holen, damit das gegnerische Team nicht auf seine angesagten Stiche kommt (was Strafpunkte zur Folge hat – mehr unter Punkte). Bei zwölf angesagten Stichen oder sogar 13 (was bei erfahrenen Spielern eher selten vorkommt), versucht man in erster Linie immer, den Gegner kaputt zu machen (bei 13 angesagten Stichen reicht ja bereits ein Stich mehr, damit der Gegner nicht auf seine Stiche kommt).

### Punktesystem
Als Grundwert gilt immer die Zahl der vom Team abgegebenen Stiche × 10. Das bedeutet: Wenn Team Gold zusammen sieben Stiche angegeben und sieben erreicht hat, bekommt dieses Team sieben Stiche × 10 Punkte = 70 Punkte. Wurde ein Stich mehr gemacht als angesagt, gibt es einen Extrapunkt, jedoch auch direkt einen Strafpunkt (siehe Strafpunkte/„Bags“) für diesen „unnötigen“ Extrastich (Team Gold hat sieben Stiche angegeben, aber acht gemacht: sieben Stiche angesagt [70 Punkte], acht Stiche gemacht [ein Stich extra = ein Punkt] = 71 Punkte). Sollte Team Gold bei sieben angegebenen Stichen nur sechs Stiche (oder weniger) erzielt haben, gelten die „70 Punkte“ als Minus, bedeutet: −70 Punkte. Diese werden vom Punktestand abgezogen (auch wenn noch keine 70 Punkte Guthaben vorhanden sind). Wenn Team Gold also 30 Punkte hatte, werden 70 Punkte abgezogen, gleich −40 Punkte. Ein Null (siehe „Null“) wird mit gewonnenen 100 Punkten belohnt (falls der Spieler keinen Stich gemacht hat) oder mit −100 Punkten bestraft, falls er doch einen Stich gemacht hat (Doppelnull hat einen Wert von 200). Das Team, welches zuerst 500 Punkte (oder darüber) erzielt hat, hat gewonnen (sollten beide Teams über 500 Punkte kommen, gewinnt die höhere Punktzahl). Verloren hat ein Team, falls es −200 oder weniger Punkte hat.

### Der Null (oder Doppelnull)
Spades ist auch aufgrund des „Nullspieles“ sehr interessant. Wie beim Skat darf dabei kein Stich gemacht werden. Ein Null mit dem Pik Ass wäre also sinnlos, da man mit dieser Karte immer einen Stich macht. Ein Null eignet sich dann, wenn man „wenig“ und kleines Pik auf der Hand hat und evtl. eine Farbe nicht hat, um sich so seiner anderen hohen Karten zu entledigen. Natürlich versuchen die Gegner, mit kleinen Karten den Null des Gegenteams zu zerstören. Doch hat das eigene Team ja einen Mitspieler, der versucht, seinem Mitspieler zu helfen und hohe Karten spielt, da der „Null“ meist höhere Priorität besitzen sollte als die vom Mitspieler angegebenen Stiche (ein Null zählt ja 100). Wenn jetzt der Mitspieler z. B. drei Stiche angegeben hat, jedoch nicht auf seine Stiche kommt, zählt immer noch der mögliche Null (100 minus die 30 Minuspunkte = 70 Punkte) für das Team. Als Besonderheit gibt es noch den „Doppelnull“ mit einem Wert von 200 Punkten. Dieser wird wie ein Null gespielt, aber derjenige, der ihn spielt, darf vorher nicht in seine Karten schauen (dann wäre nur ein normaler Null möglich). Dieses „blinde“ Vorgehen hat in der Regel zwei Ursachen: Entweder ist der Punktestand aussichtslos und man versucht, so noch an den Gegner heranzukommen, oder aber man ist als Letzter mit Ansagen an der Reihe und es sind bereits sehr viele Stiche angesagt worden, so dass das eigene Blatt kaum Aussichten auf „viele“ Stiche hat. Der Doppelnull hält sich aber prozentual in Grenzen und ist selten von Erfolg gekrönt. Ein verlorener Doppelnull wird mit −200 Punkten gewertet.

### Strafpunkte (Bags)
Überzählige Stiche bedeuten zwar pro Stich einen Extrapunkt, aber auch einen Strafpunkt. Der Name „Bag“ (deutsch: Tasche) heißt, dass dieser überschüssige Stich in eine Art „Straf-Tasche“ abgelegt wird. Hat ein Team 10 Strafstiche gemacht, werden ihm 100 Punkte abgezogen. Bags sollten nicht unterschätzt werden. Meist können diese Bags das Spiel entscheiden. Es werden meistens weniger Stiche angegeben (zehn) und damit sind immer drei Stiche auch drei „Bags“. Vorsichtiges Spielen bedeutet also auch eine hohe Wahrscheinlichkeit für Bags und damit verbundene Strafpunkte.

## Computerimplementationen

### Windows
Spades ist ein Bestandteil der Windows-XP-Software und der MSN Gaming Zone und kann kostenlos im Internet-Modus in drei Schwierigkeitsgraden gespielt werden. Beim Nachfolger Windows Vista verzichtete Microsoft auf Spades; Windows 7 dagegen verfügt wieder über eine Spades-Implementation.